# لا آلبوئرا
لا آلبوئرا (به اسپانیایی: La Albuera) یک شهرستان در اسپانیا است که در استان باداخس واقع شده‌است.

## خصوصیات
لا آلبوئرا ۲۶٫۴ کیلومترمربع مساحت و ۱٬۹۸۶ نفر جمعیت دارد و ۲۵۳ متر بالاتر از سطح دریا واقع شده‌است.